# Gadeokdo
Gadeokdo är en ö i Sydkorea.   Den ligger i västra delen av provinsen Busan, i den sydöstra delen av landet, 300 km sydost om huvudstaden Seoul. Arean är 21,0 kvadratkilometer. Administrativt tillhör den stadsdelen Gadeokdo-dong.
Terrängen på Gadeokdo är lite kuperad. Öns högsta punkt är 435 meter över havet. Den sträcker sig 8,8 kilometer i nord-sydlig riktning, och 5,0 kilometer i öst-västlig riktning.